# Frihetspartiet (Österrike)

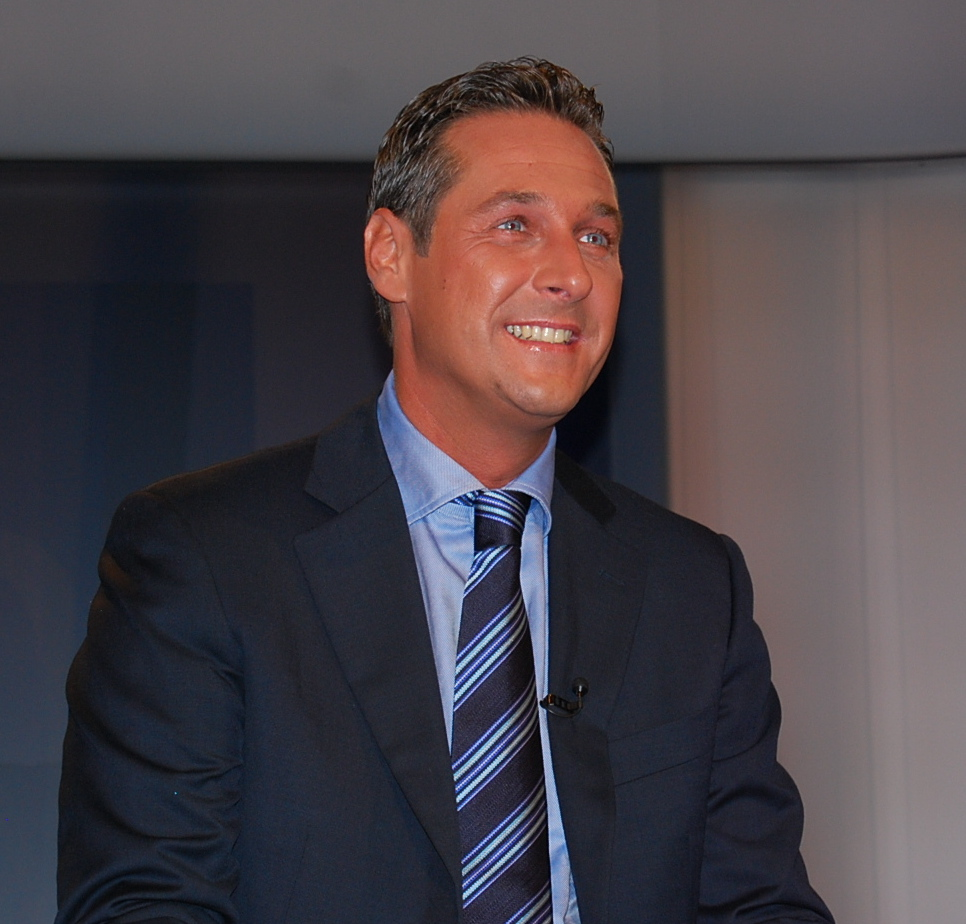
Heinz-Christian Strache, partiledare 2005-2019.

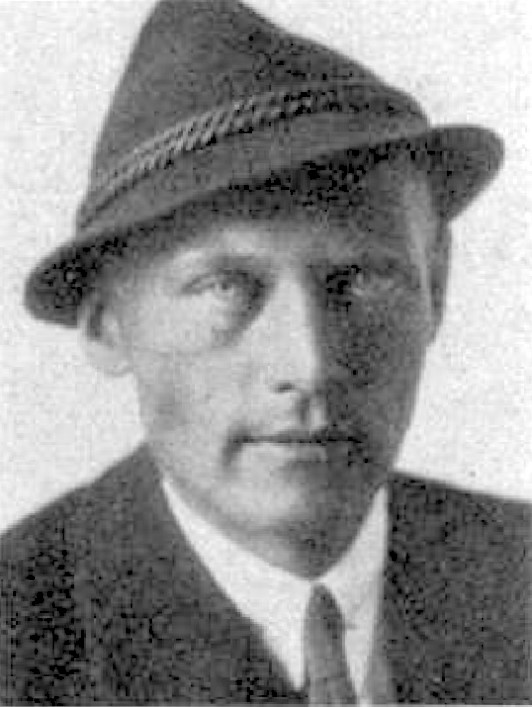
FPÖ bildades 1956 av Anton Reinthaller.

Frihetspartiet (tyska: Freiheitliche Partei Österreichs,  FPÖ) är ett högerextremistiskt, nationalkonservativt, euroskeptiskt och högerpopulistiskt politiskt parti i Österrike. Partiet bildades 1956 med Anton Reinthaller, en före detta SS-Brigadeführer, som sin första partiledare. Partiet ser sina rötter i nationalliberalism en under revolutionerna 1848. FPÖ har samregerat med socialdemokratiska SPÖ 1983–1986 samt med kristdemokratiska ÖVP 2000–2005 och december 2017 till maj 2019. Partiets nutida främlingsfientliga politik och retorik präglades av Jörg Haider (partiledare 1986–2000) och Heinz-Christian Strache (partiledare 2005–2019).

## Historia
Partiet grundades 1956 och har historiskt sina rötter i det tredje skiktet som består av liberaler och tysknationella. De andra två skikten är det socialistiska skiktet som representeras av SPÖ och det katolsk-konservativa som representeras av ÖVP. Friedrich Peter, före detta medlem i NSDAP och frivillig i Waffen-SS, var partiets ordförande mellan 1958 och 1978. Peter har, trots sin bakgrund, setts som en pragmatiker som bestämde sig för att vidareutveckla liberalismen och ta fram en ny politisk profil eftersom tysk nationalism kommit att förknippas med nazism. Från 1979 till 1993 ingick partiet i Liberala internationalen. När FPÖ lämnade organisationen övertogs platsen av Liberales Forum som bildats samma år av liberaler inom FPÖ.
Jörg Haider blev 1970 ledare för partiets ungdomsrörelse och 1986 utsågs han till partiledare. 1989 blev han regeringschef (Landeshauptmann) i förbundslandet Kärnten, men tvingades att avgå 1991 efter ett uttalande i nationalrådet. En socialdemokrat kritiserade Haiders planer på att minska arbetslöshetsersättningen för att "tvinga fram arbete på ett sätt som påminde om nazistpolicys". Haider svarade att "man hade en ordentlig sysselsättningspolitik i Tredje Riket, något som inte en gång er regering i Wien lyckats åstadkomma. Det måste en gång för alla sägas. Uppenbarligen var människorna då så välutbildade att ungdomar i Hitlerjugend med goda betyg har styrt ert parti i snart 40 år. Det är ju också ett faktum". 1999 återtog han rollen som regeringschef och behöll den fram till sin död 2008.
I nationalrådsvalet 1999 drev FPÖ en kampanj mot ökande kriminalitet och missbruk av socialbidrag som man menade att illegala invandrare låg bakom. En rapport som visade på rekordhög arbetslöshet bland utländska medborgare använde FPÖ i sin kampanj för sänkta offentliga utgifter. Haider uttalade bland annat att utlänningar som varit arbetslösa i mer än tre månader borde utvisas. FPÖ erhöll 27 procent av rösterna i valet och ingick i början på år 2000 i en koalitionsregering med kristdemokratiska Folkpartiet (ÖVP), vilket mötte skarpa protester och hot om bojkotter mot landet från Israel och övriga EU-länder som kritiserade Haider och hans parti för högerextremism. I februari 2000 avgick Haider som partiledare. De övriga 14 medlemsstaterna i EU tillsatte en utredningsgrupp som i september konstaterade att den österrikiska regeringen inte hade kränkt några minoriteters rättigheter samt att regeringen var "besluten att fortsätta kämpa mot rasism, antisemitism, diskriminering och främlingsrädsla i Österrike". Man beskrev FPÖ som ett populistiskt parti med extrema uttryckssätt men att detta inte gällde FPÖ:s regeringsrepresentanter.
Den 4 april 2005 lämnade många ledande partimedlemmar partiet, bland andra Jörg Haider och de flesta av de arton nationalrådsledamöterna, och grundade ett nytt parti, Alliansen för Österrikes framtid (BZÖ), som även ersatte FPÖ i koalitionsregeringen med ÖVP. Stödet hos FPÖ i befolkningen tog dock återigen fart och i nationalrådsvalen 2008 och 2013 blev partiet största oppositionsparti. Samma ökande väljarstöd avspeglade sig i valen till Europaparlamentet 2009 och 2014. I första omgången av presidentvalet 2016 fick FPÖ:s kandidat Norbert Hofer den största röstandelen med 35 procent av rösterna och gick därmed vidare till den andra omgången den 22 maj, tillsammans med De grönas Alexander Van der Bellen. Hofer förlorade andra valomgången med knapp marginal (49,7 procent), men resultatet ogiltigförklarades. När valet gjordes om den 4 december 2016 förlorade Hofer återigen då han fick 46 procent av rösterna.
I nationalrådsvalet 2017 kom partiet på tredjeplats och fick 26 procent av rösterna. Därefter ingick FPÖ en koalitionsregering med ÖVP som sprack i maj 2019 då partiledaren Heinz-Christian Strache tvingades avgå till följd av den så kallade Ibiza-affären.

## Väljardemografi
FPÖ har särskilt starkt väljarstöd hos män, yngre väljare, arbetare och lågutbildade människor. I nationalrådsvalet 2008 röstade 25 % av alla som var 30 år eller yngre på FPÖ som blev största parti inom denna åldersgrupp. 44 procent av 16-19-åringarna röstade på FPÖ.

## Valresultat
| Val  | Andel        | Mandat   | Ref    |
| ---- | ------------ | -------- | ------ |
| 1956 | 6,5 procent  | 6 / 165  | [ 22 ] |
| 1959 | 7,7 procent  | 8 / 165  | [ 23 ] |
| 1962 | 7,0 procent  | 8 / 165  | [ 24 ] |
| 1966 | 5,4 procent  | 6 / 165  | [ 25 ] |
| 1970 | 5,5 procent  | 6 / 165  | [ 26 ] |
| 1971 | 5,5 procent  | 10 / 183 | [ 27 ] |
| 1975 | 5,4 procent  | 10 / 183 | [ 28 ] |
| 1979 | 6,1 procent  | 11 / 183 | [ 29 ] |
| 1983 | 5,0 procent  | 12 / 183 | [ 30 ] |
| 1986 | 9,7 procent  | 18 / 183 | [ 31 ] |
| 1990 | 16,6 procent | 33 / 183 | [ 32 ] |
| 1994 | 22,5 procent | 42 / 183 | [ 33 ] |
| 1995 | 22,0 procent | 41 / 183 | [ 34 ] |
| 1999 | 26,9 procent | 52 / 183 | [ 35 ] |
| 2002 | 10,0 procent | 18 / 183 | [ 36 ] |
| 2006 | 11,0 procent | 21 / 183 | [ 37 ] |
| 2008 | 17,5 procent | 34 / 183 | [ 38 ] |
| 2013 | 20,5 procent | 40 / 183 | [ 39 ] |
| 2017 | 26,0 procent | 51 / 183 | [ 40 ] |
| 2019 | 16,2 procent | 31 / 183 | [ 41 ] |
| 2024 | 28,8 procent | 57 / 183 | [ 42 ] |

| Val  | Andel        | Mandat | Ref    |
| ---- | ------------ | ------ | ------ |
| 1996 | 27,5 procent | 6 / 21 | [ 43 ] |
| 1999 | 23,4 procent | 5 / 21 | [ 44 ] |
| 2004 | 6,3 procent  | 1 / 18 | [ 45 ] |
| 2009 | 12,7 procent | 2 / 17 | [ 46 ] |
| 2014 | 19,7 procent | 4 / 18 | [ 47 ] |
| 2019 | 17,2 procent | 3 / 18 | [ 48 ] |
| 2024 | 25,4 procent | 6 / 20 | [ 49 ] |

## Partiledare
- 1956–1958: Anton Reinthaller
- 1958–1978: Friedrich Peter
- 1978–1980: Alexander Götz
- 1980–1986: Norbert Steger
- 1986–2000: Jörg Haider
- 2000–2002: Susanne Riess-Passer
- 2002–2002: Mathias Reichhold
- 2002–2004: Herbert Haupt
- 2004–2005: Ursula Haubner
- 2005–2005: Hilmar Kabas
- 2005–2019: Heinz-Christian Strache
- 2019–2021: Norbert Hofer
- sedan 2021: Herbert Kickl